# Alfredo Die Goyanes
Alfredo Die Goyanes (Madrid, 18 de agosto de 1931- Ibidem, 22 de septiembre de 2020) fue un cirujano oncólogo español, presidente de la Federación de sociedades españolas de Oncología. Fundador de la Sociedad Española de Oncología Quirúrgica.

## Biografía
Nació en Madrid el 18 de agosto de 1931. Hijo del también médico, José Die Mas y de María del Carmen Goyanes Echegoyen, y nieto del cirujano José Goyanes Capdevila, fundador de la Academia de Cirugía de Madrid y valedor de la Insignia de la Gran Cruz de la Orden de Alfonso XII, proviene de una familia principalmente dedicada a la Medicina. 
Su tesis doctoral versó sobre “Las Grandes Amputaciones en la Cirugía del Cáncer” y, además de recibir diversas becas, entre ellas la beca Fullbright concedida por la Comisión de Intercambio Cultural entre los Estados Unidos –donde residió con su familia durante cinco años- y España, ha escrito fundamentalmente sobre cirugía oncológica. Además fue el fundador y primer presidente de la Sociedad Española de Cirujanos de Cabeza y Cuello, de la Sociedad Española de Oncología Quirúrgica y de la Federación de Sociedades Españolas de Oncología. También fue presidente de honor de la Sociedad Española de Oncología Quirúrgica con la I Medalla de Oro de la Sociedad; miembro de diecisiete Sociedades Científicas Españolas y extranjeras y autor de veintisiete películas y vídeos científicos.
El Dr. Die Goyanes fue pionero también en la docencia quirúrgica y confeccionó una videoteca de procedimientos quirúrgicos que más tarde donaría a la Sociedad Española de Oncología Quirúrgica.
En 2017 se creó el premio Doctor Die Goyanes a la trayectoria profesional en oncología quirúrgica.
En 2019 fue diagnosticado de cáncer de próstata, y el tratamiento consiguió remitir la enfermedad. En septiembre de 2020 se infectó de Covid19 y falleció dos semanas después en Madrid a los ochenta y nueve años.

## Cronología
- 1955 Licenciatura de Medicina en la Facultad de Medicina de la Universidad Complutense de Madrid.
- 1963 Especialista en Cirugía General.
- 1964 Internado rotario en el Prince George’s General Hospital de Washington con beca de la Fundación Fullbright, y Residente de Anatomía Patológica.
- 1965 Residente de Cirugía Oncológica en el Memorial Sloan-Kettering Cancer Center de Nueva York hasta 1968 con título de Senior Fellow.
- 1972 Doctorado en la Facultad de Medicina de Madrid con sobresaliente cum laude con la tesis “Las grandes amputaciones en la cirugía del cáncer”.
- 1969 Cirujano del Instituto Nacional de Oncología de Madrid hasta 1973.
- 1973 Jefe de Sección de Cirugía General y Digestiva en el Hospital 12 de Octubre de Madrid, hasta 1976.
- 1976 Jefe de Servicio de Cirugía General y Digestiva Hospital Ramón y Cajal de Madrid hasta 1997.
- 1986 Primer presidente de la Federación de Sociedades Españolas de Oncología.
- 1992 Vicepresidente de la Fundación para la Investigación y Formación en Oncología.

## Premios y Becas
- 1959 Beca del Gobierno Francés para el estudio de la Cirugía Torácica en el Hôpital Saint Eloi de Montpellier y estudio de cirugía oncológica en la Clinique Curie.
- 1964 Beca Fulbright concedida por la Comisión de Intercambio Cultural entre Estados Unidos y España para estudios médicos en USA, Prince George Hospital y Memorial Sloan-Kettering Cancer Centre hasta 1969.
- 1968 Premio José Goyanes de la Academia de Cirugía de Madrid y la Real Academia Nacional de Medicina por su trabajo “Hemipelvectomía. Aspectos quirúrgicos y comentarios sobre seis casos”[7]
- 1969 Comisionado por la Dirección General de Sanidad en el Congreso de la Society of Head and Neck Surgeons de EE. UU. en México.[8]
- 1970 Premio Fundación San Nicolás de la Real Academia Nacional de Medicina por el trabajo “Cáncer de Páncreas con metástasis subcutáneas nodulares múltiples”.
- 1971 Título académico corresponsal concedido por la Real Academia de Medicina y Cirugía de Valladolid por el trabajo “Amputación interescapulotorácica”.
- 1972 Comisionado por la Asociación Española contra el Cáncer en el Congreso conjunto de la James Ewing Society, American Radium Society y Society of Head & Neck Surgeons en EEUU.
- 1973 Mención Honorífica en Granada por la película “Cirugía super-radical del cáncer de recto”.
- 1974 Galeno de Bronce en Granada por la película “Disección radical del cuello”.
- 1979 Esculapio de Bronce en Granada por la película “Prótesis total del fémur”.
- 1989 Encina de Bronce en Badajoz por la película “Resección total del sacro”.
- 1992 Premio de la Asociación Española de Radioterapia por la película “La mama” en Badajoz.
- 1992 Premio de la Sociedad Extremeña de Cancerología por la película “Prótesis total del fémur” en Badajoz.
- 1993 Premio al mejor contenido Científico-didáctico a la película “Hemicorporectomía” concedido por la Asociación Española de Video-cirugía en Valencia.

## Obras
Además de numerosos artículos, más de setenta publicaciones en revistas nacionales y extranjeras sobre cirugía oncológica fundamentalmente, ponencias y comunicaciones en Congresos nacionales e internacionales y múltiples conferencias y cursos en Congresos y Simposios nacionales e internacionales, ha escrito y editado los siguientes libros y monografías:
- El Cáncer de Mama y su Reconstrucción. Editorial Altalena, Madrid 1981. Coautor.
- Hemipelvectomía. Editorial Rhone Poulenc, 1986. Autor.
- Oncología Iberoamericana. Editorial Excerpta Médica, Madrid 1986. Autor.
- Manual de Oncología Básica. Editorial de la Asociación Española contra el Cáncer, Madrid 1988. Autor.
- Primer Libro Blanco de la Oncología Española. Editorial de la Federación de Sociedades Españolas de Oncología, Madrid 1988. Autor y coeditor.
- Cirugía Oncológica. Editorial Doyma, Madrid 1991. Coautor y editor.